# Альтшулер, Анатолий Евгеньевич
Анато́лий Евге́ньевич Альтшу́лер (1906—1961) — советский инженер, специалист в области нефтепереработки.

## Биография
До 1955 года главный инженер Ярославского НПЗ имени Д. И. Менделеева.
В 1955—1958 главный инженер Новокуйбышевского НПЗ. 
С 1958 года зам. начальника управления нефтяной и газовой промышленности Куйбышевского СНХ.
Кандидат технических наук.
Соавтор книги: Производство смазочных масел из сернистых нефтей [Текст] / А. Е. Альтшулер, П. И. Коротков, В. Л. Казанский, Н. М. Герасименко. — М. : Гостоптехиздат, 1959. — 190 c. : ил. — 4200 экз.
Автор изобретений.

## Награды и премии
- Сталинская премия третьей степени (1951) — за разработку новых синтетических продуктов и организацию их промышленного производства